# Deutscher Kongress für Geographie
Der Deutsche Kongress für Geographie (bis 2015 Deutscher Geographentag) ist eine wissenschaftliche Konferenz von Geographen des deutschsprachigen Raumes. Er bildet die größte Veranstaltung der wissenschaftlichen Geographie in Mitteleuropa und findet seit 1951 in der Regel alle zwei Jahre statt. Ausgerichtet wird er von der Deutschen Gesellschaft für Geographie. Der 62. Kongress fand statt vom 19. bis 23. September 2023 in Frankfurt am Main.
Die Initiative für einen Deutschen Geographentag (DGT) geht auf eine erste Versammlung deutscher Geographen zurück, die am 23. und 24. Juli 1865 in Frankfurt am Main tagte. Diese offiziell als Erste Versammlung Deutscher Meister und Freunde der Erdkunde bezeichnete Zusammenkunft wurde von Otto Volger und August Petermann ins Leben gerufen. Irrtümlich wird diese Versammlung auch als Erster Deutscher Geographentag bezeichnet, tatsächlich aber nicht in die Reihe der Deutschen Geographentage eingerechnet. Der offiziell Erste Deutsche Geographentag wurde am 7. und 8. Juni 1881 in Berlin durchgeführt.
Seit 1951 wird alle zwei Jahre von einem geographischen Institut einer Universität des deutschsprachigen Raumes ein Deutscher Geographentag ausgerichtet. Von 1975 bis 1989 veranstalteten die Geographen der DDR eigene Geographentage.
Im Jahr 2012 wurde in Köln der International Geographical Congress (IGC) abgehalten, erst zum zweiten Mal im deutschsprachigen Raum, nach Berlin 1899. Im Vorfeld der Planungen hierfür hat man den für 2011 vorgesehenen Deutschen Geographentag ausfallen lassen. Wegen der COVID-19-Pandemie wurde der für 2021 geplante Kongress um zwei Jahre verschoben, als Ersatz fand vom 5. bis 9. Oktober 2021 unter dem Namen #GeoWoche2021 eine virtuelle Veranstaltung für die gesamte deutschsprachige Geographie statt.
Die Umbenennung des Deutschen Geographentages in Deutscher Kongress für Geographie (DKG) erfolgte anlässlich der Konferenz 2015 in Berlin im Sinne einer geschlechtsneutralen Bezeichnung. Die im Rhythmus von zwei Jahren für 2025 vorgesehene Konferenz fällt aus, da sich kein Universitätsstandort für eine Ausrichtung bereiterklärte. Der 63. Kongress findet somit erst im Jahr 2027 statt, in Bonn.
Eine laufende Sammlung von Unterlagen zu einzelnen Tagungen ab 1882 befindet sich im Archiv für Geographie des Leibniz-Instituts für Länderkunde in Leipzig.

## Datum und Tagungsorte der Geographentage und Kongresse
| Veranstaltung | Datum             | Ort               |
| 1. DGT        | 07.-08.06.1881    | Berlin            |
| 2. DGT        | 12.-14.04.1882    | Halle             |
| 3. DGT        | 29.-31.03.1883    | Frankfurt am Main |
| 4. DGT        | 17.-19.04.1884    | München           |
| 5. DGT        | 09.-11.04.1885    | Hamburg           |
| 6. DGT        | 28.-30.04.1886    | Dresden           |
| 7. DGT        | 14.-16.04.1887    | Karlsruhe         |
| 8. DGT        | 24.-26.04.1889    | Berlin            |
| 9. DGT        | 01.-03.04.1891    | Wien              |
| 10. DGT       | 05.-07.04.1893    | Stuttgart         |
| 11. DGT       | 17.-19.04.1895    | Bremen            |
| 12. DGT       | 21.-23.04.1897    | Jena              |
| 13. DGT       | 28.-30.05.1901    | Breslau           |
| 14. DGT       | 02.-04.06.1903    | Köln              |
| 15. DGT       | 13.-15.06.1905    | Danzig            |
| 16. DGT       | 21.-23.05.1907    | Nürnberg          |
| 17. DGT       | 01.-03.06.1909    | Lübeck            |
| 18. DGT       | 28.05.-02.06.1912 | Innsbruck         |
| 19. DGT       | 02.-07.06.1914    | Straßburg         |
| 20. DGT       | 16.-19.05.1921    | Leipzig           |
| 21. DGT       | 01.-04.06.1925    | Breslau           |
| 22. DGT       | 07.-09.06.1927    | Karlsruhe         |
| 23. DGT       | 21.-23.05.1929    | Magdeburg         |
| 24. DGT       | 26.-28.05.1931    | Danzig            |
| 25. DGT       | 22.-24.05.1934    | Bad Nauheim       |
| 26. DGT       | 09.-12.10.1936    | Jena              |
| 27. DGT       | 22.-25.09.1948    | München           |
| 28. DGT       | 12.-18.05.1951    | Frankfurt am Main |
| 29. DGT       | 25.-30.05.1953    | Essen             |
| 30. DGT       | 01.-05.08.1955    | Hamburg           |
| 31. DGT       | 29.07.-05.08.1957 | Würzburg          |
| 32. DGT       | 20.-25.05.1959    | Berlin            |
| 33. DGT       | 22.-26.05.1961    | Köln              |
| 34. DGT       | 23.-28.09.1963    | Heidelberg        |
| 35. DGT       | 08.-11.06.1965    | Bochum            |
| 36. DGT       | 02.-05.10.1967    | Bad Godesberg     |
| 37. DGT       | 21.-26.07.1969    | Kiel              |
| 38. DGT       | 01.-04.06.1971    | Erlangen/Nürnberg |
| 39. DGT       | 11.-16.06.1973    | Kassel            |
| 40. DGT       | 19.-25.05.1975    | Innsbruck         |
| 41. DGT       | 31.05.-02.06.1977 | Mainz             |
| 42. DGT       | 05.-10.06.1979    | Göttingen         |
| 43. DGT       | 05.-10.10.1981    | Mannheim          |
| 44. DGT       | 24.-28.05.1983    | Münster           |
| 45. DGT       | 30.09.-02.10.1985 | Berlin            |
| 46. DGT       | 12.-16.10.1987    | München           |
| 47. DGT       | 02.-07.10.1989    | Saarbrücken       |
| 48. DGT       | 23.-29.09.1991    | Basel             |
| 49. DGT       | 04.-09.10.1993    | Bochum            |
| 50. DGT       | 02.-07.10.1995    | Potsdam           |
| 51. DGT       | 06.-11.10.1997    | Bonn              |
| 52. DGT       | 02.-09.10.1999    | Hamburg           |
| 53. DGT       | 29.09.-06.10.2001 | Leipzig           |
| 54. DGT       | 28.09.-04.10.2003 | Bern              |
| 55. DGT       | 01.-08.10.2005    | Trier             |
| 56. DGT       | 29.09.-05.10.2007 | Bayreuth          |
| 57. DGT       | 19.-26.09.2009    | Wien              |
| 58. DGT       | 02.-08.10.2011    | Passau            |
| 59. DKG       | 01.-06.10.2015    | Berlin            |
| 60. DKG       | 30.09.-05.10.2017 | Tübingen          |
| 61. DKG       | 25.-30.09.2019    | Kiel              |
| 62. DKG       | 19.-23.09.2023    | Frankfurt am Main |
| 63. DKG       | 2027              | Bonn              |